# La Pobla de Cérvoles
La Pobla de Cérvoles település Spanyolországban, Lleida tartományban. La Pobla de Cérvoles Vilanova de Prades, Ulldemolins, Juncosa, Cervià de les Garrigues, L'Albi és El Vilosell községekkel határos. Lakosainak száma 205 fő (2024).

## Népesség
A település népessége az utóbbi években az alábbiak szerint változott:
| Lakosok száma | 98   | 868  | 696  | 420  | 187  | 238  | 257  | 220  | 191  | 205  |
|               | 1717 | 1887 | 1936 | 1960 | 1986 | 2004 | 2009 | 2014 | 2019 | 2024 |